# 大卫·奥布里
大卫·奥布里（法語：David Aubry，1996年11月8日—）来自圣日耳曼昂莱，是一名法国男子游泳运动员，主攻中长距离自由泳。他在大约七岁时开始接触铁人三项，后来由于没有足够的时间去练习，他放弃了铁人三项。进入高中后，他开始练习公开水域游泳。2015年年底，他开始师从Philippe Lucas教练。